# Georges Bécot
Pour les articles homonymes, voir Bécot.
Georges Bécot, né le 15 mai 1947 à Mouilleron-en-Pareds en Vendée, est un comédien et metteur en scène de théâtre français.

## Biographie
Né à Mouilleron-en-Pareds en 1947, sa famille quitte cette commune pour Nantes, où il va suivre simultanément une double formation professionnelle. Simultanément à des études d'horticulteur paysagiste, il suit des cours de théâtre à Nantes et est engagé au théâtre des pays de la Loire dirigé par Jean Guichard et Jacques Mauclair.
Par la suite, il devient un des acteurs de la troupe d'Hubert Jappelle avec lequel il joue beaucoup, à Avignon et lors de nombreuses tournées à l'étranger. Il reste une quinzaine d'années à la Comédie italienne, où il joue le répertoire de Carlo Goldoni sous la direction du metteur en scène Atillio Maggiulli. La pratique du masque prolonge le travail qu'il a commencé dans la compagnie Hubert Jappelle.
En 1990, il devient enseignant au cours Florent après avoir été l'assistant de Jean-Claude Jay. Pis, en 1993, il crée le festival Paris-Pareds avec Jean-François Bourasseau et Xavier Debelloir, avec l'aval de Madame la Maréchal de Lattre. Depuis 2009 (et jusqu'en 2017), le musée Clemenceau-de Lattre l'accueille tous les étés pour la création de spectacles dans l'esprit de Paris-Pareds, c'est-à-dire rassemblant des élèves du cours Florent et des acteurs de la région Pays de la Loire.
Depuis 2008, il tourne des courts-métrages vidéos sous forme de séries sous le titre de Noviwo, qu'il diffuse sur Internet. 

## Filmographie sélective

### Cinéma

#### Longs et moyens métrages
- 2014 : Débutants de Juan Pittaluga
- 2007 : Contre-enquête de Franck Mancuso : Maître Fiorucci
- 2004 : Le Coma des mortels de Philippe Sisbane
- 1972 : What a Flash ! de Jean-Michel Barjol

#### Courts métrages
- 1996 : Aniel[4].

### Télévision
- 2004 : Julie Lescaut, épisode 4 saison 13, Affaire privée de Dominique Tabuteau : Marsollat
- 2004 :  Fabien Cosma  - épisode «  En avoir ou pas » (série TV) : Le patron du café
- 1995 : Julie Lescaut, épisode 1, saison 4 : Rumeurs, de Marion Sarraut — Bonnot
- 1993 : Les Maîtres du pain  - épisodes #1.1 et #1.2 (série TV) : Le facteur
- 1987 - 1990 : Hôtel de police (série TV) de Claude Barrois, Emmanuel Fonlladosa, Jacques Besnard

## Théâtre
Georges Bécot interprète (et met quelquefois en scène) de nombreuses pièces dans des théâtres parisiens, dont notamment  :
- 2003 : Qui est là ? Jean Tardieu, textes choisis de Jean Tardieu, mis en scène par Eliza Maillot au théâtre du Marais;
- 2005 : Un amour de sœur de Marie-Laure Mirat, mise en scène de Georges Bécot, au théâtre de l'Aktéon;
- 2005 : La Belle au bois dormant, d'après Charles Perrault, mise en scène de Georges Bécot, au théâtre de l'Aktéon;
- 2006 : Petits meurtres en famille, de et mise en scène par François Roux au théâtre des Béliers parisiens;
- 2007 : Un homme est un homme, une femme est une femme, d'après des textes de Georges Feydeau, mise en scène de Jérôme Liniger au théâtre du Marais;
- 2010 : La Faim du loup de François Roux au théâtre de l'Aktéon;
- 2011 : Un Manège nommé Désir, d'après La Ronde d'Arthur Schnitzler au théâtre Essaïon;
- 2017 : Le Tartuffe, de Molière, mise en scène par Michel Fau, au théâtre de la Porte-Saint-Martin;
- 2018 : Fric-Frac, d'Édouard Bourdet au Théâtre de Paris.

## Spectacle
- 2012 : Dans les bois, création avec ses élèves du Cours Florent, Grange de la Boisnière à Mouilleron-en-Pareds[6].

### Vidéo
- Spectacle : "Dans les bois" de  Georges Bécot